# Fanklub
Ein Fanklub oder Fanclub ist eine informelle oder auch formelle Vereinigung von Freunden oder Fans von „jemandem“ oder von „etwas“. Je nach Thema nehmen Fanklubs unterschiedliche Aufgaben wahr. Er besteht jedoch normalerweise immer aus mehreren zahlenden Mitgliedern und einem Vorstand. Es kann ein eingetragener Verein sein, muss aber nicht.

## Sport
Eine der wichtigsten Aktivitäten besteht in der Organisation des gemeinsamen Besuchs von Auswärtsspielen ihres Vereins. Sehr verbreitet sind Fachclubs z. B. in Fußball-, Eishockey- oder Basketballvereinen. In den letzten Jahrzehnten entwickelten sich am Rande spezielle Anhänger-Gruppen, so die nicht akzeptierten Hooligans oder die integrierten Ultras.
Die meisten Fanklubs eines deutschen Sportvereins, nämlich 4.014 inklusiv „Ultras“, hängen am FC Bayern München.

## Musiker
Musikerfanklubs können frühzeitig über geplante Veranstaltungen oder Veröffentlichungen sowie öffentlichtes Auftreten von Musikern informieren. Sie ermöglichen ihren Mitgliedern manchmal bestimmte Vorteile. Beispielsweise erhalten Mitglieder des Bon-Jovi-Fanklubs bei Konzerten Armbänder, die sie berechtigen, sich im vordersten Bereich vor der Bühne, dem sogenannten Pit aufzuhalten. Queen-Fanklubs führen gelegentlich Sammelaktionen für den Mercury Phoenix Trust durch.
Der Fanklub der norwegischen Band Turbonegro bezeichnet sich selbst als Turbojugend.

## Fahrzeuge
Klubs, die sich beispielsweise mit einer speziellen Motorrad- oder Automobilmarke befassen, unternehmen gemeinsame Ausfahrten.

## Fernsehserien
Die TV-Serien und Spielfilme um Star Trek (Raumschiff Enterprise) haben seit den 1960er Jahren weltweit zahlreiche Fanklubs hervorgerufen. Fans der Serien nennen sich Trekkies und treffen Gleichgesinnte und ihre Idole häufig auf Conventions, wie der FedCon. Diese Strukturen finden sich auch bei Fans anderer TV-Serien, wie beispielsweise Stargate.